# Stjärna (klassificering)
Stjärnor används ofta som symboler för godhetsklassificering av produkter eller tjänster. Det kan vara allt från böcker, TV-serier, filmer till campingplatser.

## Hotell
Hotell klassificeras vanligtvis på en skala mellan en och fem stjärnor. Vissa exklusiva hotell tycker att fem stjärnor inte räcker för att beskriva deras exklusiva faciliteter, så de har lagt till både en och två stjärnor. Men 6 och 7 stjärnors hotell ligger utanför den egentliga skalan.

## Campingar
SCR Svensk Camping, har tagit fram en standard för klassificering av campingplatser i Sverige. De svenska campingplatserna klassificeras frivilligt enligt ett system med 1-5 stjärnor.

## Restauranger
I Sverige brukar tidningar betygsätta restauranger på skalan 0-5.
I Frankrike är Guide Michelins system ledande. Systemet avser bara lyxiga restauranger, och är tänkt för folk med pengar och matkunskap.
- En stjärna, en bra restaurang.
- Två stjärnor, utmärkt kök, värt en omväg.
- Tre stjärnor, sällsynt bra kök, värt en resa (dvs det finns få sådana).

## Fotbollsarenor
Det Europeiska fotbollsförbundet UEFA har tagit fram en klassificering av fotbollsarenor enligt ett system med 1-5 stjärnor. För att arrangera stora evenemang krävs antingen 4 eller 5 stjärnor.